# Nordstern-Quadrille
Die Nordstern-Quadrille ist eine Quadrille von Johann Strauss (Sohn) (op. 153). Sie wurde am 30. Juli 1854 in Ungers Casino in Wien erstmals aufgeführt.

## Einzelnachweis
1. ↑  Quelle: Englische Version des Booklets (Seite 25) in der 52 CDs umfassenden Gesamtausgabe der Orchesterwerke von Johann Strauß (Sohn), Hrsg. Naxos (Label). Das Werk ist als sechster Titel auf der 6. CD zu hören.